# Jinxx
Jeremy Miles Ferguson (Webster City, Iowa, Estados Unidos, 7 de enero de 1981) conocido artísticamente como Jinxx, es un músico estadounidense, conocido por ser guitarrista rítmico, violinista y vocalista de apoyo de la banda post-hardcore Black Veil Brides.

## Biografía

### Primeros años
Ferguson nació el 7 de enero de 1981 en Webster City, Iowa. Tiene un medio hermano mayor llamado Travis, fruto del primer matrimonio de su madre. Su hermano fue quién le enseñó a tocar la guitarra. Obtuvo su primera guitarra a la edad de dos años, y comenzó a tocar en vivo con su padre a los ocho, principalmente en bares locales. Está fuertemente influenciado por la música clásica y compositores clásicos, tales como Bach y Beethoven. El primer álbum que poseyó fue el cuarto álbum de Metallica, ...And Justice for All, y aprendió cada pista de principio a fin.

### Carrera
Jinxx tocó en las bandas The Dreaming, Amen, Team Cybergeist, y The Drastics, antes de unirse a Black Veil Brides a mediados de 2009. Sustituyó al anterior guitarrista, Chris Bluser recomendado por su amigo David Burton antes de que este fuera expulsado de la banda. Fue el guitarrista principal de la banda de Los Ángeles The Dreaming, junto con el excantante de Stabbing Westward, Christopher Hall.
Antes de unirse a The Dreaming en el otoño de 2005, Jinxx tocó la guitarra con numerosas otras bandas de costa oeste, incluyendo Amen, 80 Proof Riot y The Drastics. Jinxx también es un Violinista, así participa en conciertos de música clásica.

## Vida personal
El 20 de junio de 2011, Jinxx le propuso matrimonio a su novia Sammi Doll. La pareja se casó el 20 de octubre de 2012 en Hollywood. Sin embargo, Jinxx y Doll se divorciaron a finales de julio de 2013 tras 9 meses de matrimonio. Las causas del divorcio son desconocidas. Conoció a Alice Mogg (Groupie por excelencia, sin oficio ni beneficio) en el año 2016 aunque fuentes cercanas aseguran que Mogg fue la manzana de la suma tentación en el matrimonio de Jinxx y Sammi Doll. Se divorciaran en este año a pesar de que ya tienen un hijo.
Actualmente está casado con Alice Mogg, desde 2018.
El 6 de octubre de 2020, nació su hijo Lennon River Mogg Ferguson.

## Discografía
- 2006 – The Dreaming (Dreamo EP)
- 2008 – The Dreaming (Etched In Blood)
- 2010 – Black Veil Brides (We Stitch These Wounds)
- 2011 – Black Veil Brides (Set The World on Fire)
- 2013 – Black Veil Brides (Wretched & Divine)
- 2014 – Black Veil Brides (Black Veil Brides)
- 2016 – September Mourning (Volume II)
- 2017 – Marty Friedman (Wall of Sound)
- 2018 – Black Veil Brides (Vale)
- 2018 – Dianthus (Worth Living For)
- 2019 – Aesthetic Perfection (Into The Black)
- 2020 – Black Veil Brides ("Scarlet Cross" Single)
- 2021 – Black Veil Brides (The Phantom Tomorrow)